# Yunier Dorticos
Yunier Dorticos (* 11. März 1986 in Havanna, Kuba) ist ein kubanischer Boxer im Cruisergewicht und ehemaliger regulärer Weltmeister der WBA. Bei den Amateuren boxte er im Mittel- sowie im Halbschwergewicht.

## Amateurkarriere
Im Jahre 2004 nahm Dorticos im Mittelgewicht an den Junioren-Weltmeisterschaften teil. Dort schlug er in seinem ersten Kampf Sergejs Sostaks aus Lettland vorzeitig und verlor seinen zweiten Fight gegen den Russen Dimitri Tschudinow, den Bruder von Fjodor Tschudinow.
Ab 2005 trat Dorticos ausschließlich im Halbschwergewicht an und wurde in jenem Jahr bei den kubanischen Meisterschaften der Elite Zweiter. Im selben Jahr setzte er sich beim Weltcup-Turnier gegen Elnur Kadyrov aus Aserbaidschan und Ovidiu Chereches aus Rumänien durch, verlor jedoch sein nächstes Gefecht gegen den Kasachen Jerdos Dschanabergenow.
2006 wurde er erneut Zweiter bei den kubanischen Meisterschaften und nahm abermals am Weltcup-Turnier teil, welches diesmal in der aserbaidschanischen Hauptstadt Baku stattfand. Dort bezwang er erneut Elnur Kadyrov vorzeitig, wie bereits im vergangenen Jahr, Christopher Downs mit 39:19 nach Punkten und Cavid Tağıyev vorzeitig. Im Finale musste er sich jedoch dem starken Russen Artur Beterbijew, der im Jahre 2009 in Mailand Weltmeister wurde, in Runde 2 durch Abbruch geschlagen geben.
Im Jahre 2007 eroberte Dorticos zum dritten Mal die Silbermedaille bei den kubanischen Meisterschaften und im Jahre 2008 eine Bronzemedaille.
Dorticos absolvierte als Amateur insgesamt 257 Kämpfe.

## Profikarriere
Der Normalausleger debütierte am 14. August des Jahres 2009 mit einem technischen K.-o.-Sieg in der 4. Runde gegen Hilario Guzman. Dorticos gewann seine ersten 17 Kämpfe alle durch K. o. Gegen Livin Castillo errang er im Jahre 2011 den vakanten WBC-Latino-Titel. 
2013 schlug er den US-amerikaner Keith Barr (10-3-0) durch klassischen K. o. in Runde 2. Im darauffolgenden Jahr bezwang er Hamilton Ventura (13-0-1) und Eric Fields (24-2-0) jeweils durch K. o. und musste mit Edison Miranda (35-9-0) erstmals über die Runden. Am 17. Juli 2015 siegte er über Balen Brown durch T.K.o. und gewann dadurch den inzwischen losgewordenen WBC-Latino-Gürtel abermals.

### Gewinn des WBA-Interimsweltmeistertitels
In Paris stand der schlagstarke Kubaner am 20. Mai 2016 seinem bis dahin stärksten Gegner, dem Kongolesen Youri Kayembre Kalenga gegenüber. In diesem Kampf ging es um die Interimsweltmeisterschaft des Verbandes WBA. Kalenga, der ebenfalls als schlagstark gilt, ging in Runde 2 nach einem rechten Uppercut zu Boden. In der 10. Runde schlug Dorticos Kalenga k. o. und erlangte somit den WBA-Interims-Weltmeistertitel.

### Gewinn des regulären WBA-Weltmeistertitels
Ein Kampf gegen den regulären kasachischen WBA-Weltmeister Beibut Schumenow war geplant. Da sich Schumenow jedoch im Training eine Augenverletzung zuzog, konnte er diesen Kampf nicht antreten, weshalb ihm die WBA den Titel aberkannte. Dorticos wurde daraufhin am 20. Juni 2017 der volle reguläre Weltmeister-Status der WBA zugesprochen.

### Teilnahme am WBSS-Turnier
Dorticos nahm an der World Boxing Super Series (kurz WBSS) teil, wo auch die anderen drei Weltmeister (Oleksandr Ussyk, Mairis Briedis und Murat Gassijew) teilnahmen. In diesem Turnier, das aus einem Viertelfinale, einem Halbfinale und einem Finale besteht, traf Dorticos am 23. September 2017 im Alamodome in San Antonio, USA, auf den sehr robust gebauten und schlagstarken Russen Dmitri Kudrjaschow und schlug ihn bereits in der 2. Runde schwer k. o. Durch diesen Sieg verteidigte Dorticos zugleich seinen Weltmeistertitel. Im Halbfinale wurde Dorticos jedoch von Murat Gassiev in Runde 12 durch die Ringseile geprügelt und verlor bei allen drei Punktrichtern nach Punkten zurückliegend durch technischen K. o.